# Anne Marie Pedersen
Anne Marie Pedersen (* 24. Januar 1980) ist eine dänische Badmintonspielerin. 

## Karriere
Anne Marie Pedersen gewann 2006 die Cyprus International im Dameneinzel. Im gleichen Jahr qualifizierte sie sich durch Platz zwei bei den nationalen Titelkämpfen auch für die Badminton-Weltmeisterschaft in dieser Disziplin, schied dort jedoch schon in der ersten Runde gegen die Spanierin Bing Xin Xu aus.

## Sportliche Erfolge
| Saison | Veranstaltung          | Disziplin   | Platz | Name                |
| ------ | ---------------------- | ----------- | ----- | ------------------- |
| 2000   | Romanian International | Dameneinzel | 3     | Anne Marie Pedersen |
| 2005   | French Open            | Dameneinzel | 2     | Anne Marie Pedersen |
| 2006   | Dänische Meisterschaft | Dameneinzel | 2     | Anne Marie Pedersen |
| 2006   | Cyprus International   | Dameneinzel | 1     | Anne Marie Pedersen |
| 2006   | Weltmeisterschaft      | Dameneinzel | 33    | Anne Marie Pedersen |